# Warhammer 40,000: Dawn of War – Soulstorm
Warhammer 40,000: Dawn of War – Soulstorm – strategiczna gra czasu rzeczywistego stworzona przez firmę Iron Lore Entertainment. Jest trzecim i ostatnim rozszerzeniem gry Warhammer 40,000: Dawn of War, które zostało wydane 4 marca 2008 przez firmę THQ. Jest samodzielnym tytułem i nie wymaga podstawowej wersji gry.

## Mechanika gry
Oprócz dwóch całkowicie nowych ras, do każdej armii dodano nowe jednostki.

### Nowe jednostki
Nowością w serii są latające pojazdy. Każda ze stron konfliktu, z wyjątkiem Necronów otrzymała powietrzną jednostkę. Ci ostatni mogą opanować niebo za pomocą zmodyfikowanych w stosunku do poprzedniej części skarabeuszy bojowych.
- Kosmiczni Marines otrzymali Ścigacz Landa Burza
- Kosmiczni Marines Chaosu – Piekielny Szpon
- Siły Orków wzmocnione zostały Bombowcem
- Eldarzy otrzymali Skrzydło Nocy
- Gwardia Imperialna dostała Marudera
- Dominium Tau – Barakudę
- Nekroni oprócz zmodyfikowanej wersji skarabeuszy (które mają funkcję powietrznych jednostek innych ras) mogą zmienić Lorda Necronów w Oszusta

### Kampania
Burza Spaczni otacza system Kaurava. Dziewięć frakcji przysyła tu swoje floty, aby zbadać przyczynę jej powstania. Burza uszkadza ich systemy nawigacyjne i zostają one uwięzione na czterech planetach. Rozpoczyna się między nimi walka o dominację w systemie planetarnym i możliwość zbadania tajemniczej anomalii.
Kampania jest podobna do tej z Dark Crusade, jednak tym razem toczymy batalie na 31 terytoriach rozsianych po 4 planetach i 3 księżycach.

### Dowódcy
Podczas kampanii gracz wciela się w rolę jednego z dziewięciu głównodowodzących, który prowadzi swoją armię na podbój systemu Kaurava, aby usunąć z niego wrogie rasy, a także zdobywa ekwipunek i szkoli oddziały gwardii honorowej.

### Tryb gry wieloosobowej
W stosunku do poprzednich części wzbogacony został o parę nowych map do rozgrywania potyczek oraz system medali, otrzymywanych za różne osiągnięcia.

## Grafika
Dodatek jest oparty na tym samym silniku graficznym co poprzednie części. Dzięki swobodnej kamerze 3D można obserwować starcia zarówno z góry, jak i z perspektywy żołnierza.